# Spudaea unicolor
Spudaea unicolor är en fjärilsart som beskrevs av Heinrich 1917. Spudaea unicolor ingår i släktet Spudaea och familjen nattflyn. Inga underarter finns listade i Catalogue of Life.